# Pseudenaria catalai
Pseudenaria catalai är en skalbaggsart som beskrevs av Dewailly 1950. Pseudenaria catalai ingår i släktet Pseudenaria och familjen Melolonthidae. Inga underarter finns listade i Catalogue of Life.